# Bosanski arapski konj
Bosanski arapski konj je bosanskohercegovačka pasmina konja nastala selektivnim uzgojem. Ova pasmina se može naći u Bosni i Hercegovini, Hrvatskoj, Kosovu, Crnoj Gori te u djelovima Srbije. Uzgoj u Bosni i Hercegovini odvija se 125 godina u kontinuitetu primjenom strogih mjera selekcije išao je u pravcu stvaranja manjeg konja pogodnog za križanje i popravljanje karakteristika bosanskog brdskog konja. Ergelski uzgoj arapskog konja u BiH je počeo 1895. godine. Uzgoj bosanskog arapskog konja odvija se na bazi starih linija pastuha i starih rodova kobila koje takođe imaju ishodište u pustinjskom genetskom materijalu. Po izgledu se ne razlikuje puno od njih. Izgled i eksterijer bosanskog arapskog konja se nije mijenjao od Drugog svjetskog rata. 

## Uzgoj
O uzgoju Bosanskog arapskog konja napisan je veliki broj stručnih i naučnih radova, a o svim bitnim karakteristima i selektivnom uzgoju pisali su: Eduard von Melecki, dr. Milan Grković, dr. Fahrudin Hrasnica, dr. Dragan Ilančić, dr. Fran Zvarnik, dr. Refik Telalbašić, dr. Teodor Bratolović, dr. Radovan Pajanović, dr. Gertrud Grilz-Seger, dr. Thomas Druml, dr. Nidal Korabi, mr. Enver Žiga. Organizirani uzgoj bosanskog arapskog konja počinje 1895. godine, iako dr. Gustav Rau smatra da se 1885. godina treba smatrati godinom osnivanja ergele, jer je to godina kada su austrougarske vlasti u Sarajevu osnovale pastušku stanicu sa 60 pastuha arapske pasmine nabavljenih iz ergele monarhije, a najvećim dijelom iz Mađarske ergele smještene u Babolni (Rau, 1939). Međutim, realnije je uzimati 1895. godinu kao godinu osnivanja ergele kada je izvršena prva nabava 9 pastuha i tri kobile iz Sirije. Nabavljeni konji smješteni su na Butmir (Sarajevo) odakle kreće selektivni uzgoj. 

## Premješatanje ergele iz Sarajeva
S obzirom na to da je kompleks zemljišta na Butmiru bio premalen u odnosu na potrebe ergele, 1898. godine je na Borikama kod Rogatice na oko 1.000 metara nadmorske visine organizirano ispasište za ergelu. To je godina kada se Borike prvi put spominju. Zbog dugotrajnih zima koje na Borikama ponekad traju do svibnja, iste godine su u Goraždu sagrađeni objekti za zimski smještaj ergele. Potpuno preseljenje iz Sarajeva u Goražde izvršeno je 1900. godine, do kada su u Sarajevu bile smještene kobile, ždrijebci i dio pastuha. Zbog ratnih dešavanja ergela je 1914. godine izmještena u Modriču, gdje je zadržana sve do završetka Prvog svjetskog rata, da bi 1919. godine bila privremeno smještena u okolinu Rogatice, mjesto Borje, a koristila je ljetnje ispasište na Borikama. Jedan dio ergele bio je smješten u Goraždu. Tek 1923. godine ergela je vraćena u Sarajevo na lokalitet Dolac Malte gdje se danas nalazi Veterinarski fakultet i u Kotorac u neposrednoj blizini Sarajeva, a na raspolaganje joj je stavljeno kompletno područje hipodroma na Butmiru i velika prostranstva na planini Igman koja su korištena za ljetnu ispašu. S lokaliteta Sarajeva ergela je 1930. godine premještena na Borike ( dr. Fahrudin Hrasnica, 1957).
Udruženje uzgajivača Arapskog konja u Ujedinjenom kraljevstvu, čiji je osnivač i prvi predsjednik bio Wilfred Blunt, objavilo je prvu matičnu knjigu u kojoj je registrovano ukupno 46 pastuha i 50 kobila od kojih je njih 14 uvezeno iz Arabije, Egipta, Indije, Bosne i Hercegovine i Poljske. Iz Goražda su u toj knjizi registrirane kobile Simhan II i Simhan IV, što je svakako bilo, a i danas je veliko priznanje sarajevskom i goraždanskom uzgoju. Pored toga, uzgoj u svim ergelama na području prve i druge Jugoslavije, izuzev ergele „Inocenc Dvor“, bio je većim dijelom baziran na konjima uzgojenim u Bosni i Hercegovini.

## Pastusi i kobile

### Pastusi
Od 1895. godine pa do danas za rasplod su korišteni uglavnom originalni pustinjski pastusi: Massud, Maneghie Abaali, Simhan, Ferhan El Nedd, Siglavy Gidran, O’Bajan, Eš Šeraki, Šehun, Mišhur, Gazal, Siglavy, El Hafi, lderim, Lenkoran i još nekoliko koji su ostavili manje potomaka. U ergeli su od 1959. do 1971. godine djelovale samo tri linije pastuha, a od 1971. godine u rasplod je uveden čistokrvni arapski pastuh 77 Sabih kupljen u njemačkoj ergeli Marbah. Bio je to pastuh odličnih karakteristika koji je sve svoje karakteristike odlično prenosio na potomstvo pa je puno korišten u rasplodu. U rasplodu je bio od 1971. do 1982. godine, ostavio je 38 muških i 41 ženskog potomka.
U sezoni parenja 2010. i 2011. na ergeli je korišten pastuh 97 Mabrouk kojeg je Enver Žiga uvezao iz Hrvatske. U knjigu pepinjernih pastuha uveden je pod rednim brojem 97. Na ergeli je ostavio 4 muška, te kod privatnih uzgajivača 2 muška i 3 ženska potomka.

### Kobile
U prvim godinama rada ergele uvezeno je 27 originalnih arapskih kobila od kojih su skoro sve imale svojstva najplemenitijih predstavnika svoje pasmine. Pored toga iz mađarske ergele Babolna uvezeno je 9 rasplodnih kobila koje nisu imale ujednačene karakteristike što se odražavalo i na ukupnu gojidbenu izgradnju. Mnoge od navedenih kobila, zbog bitno izmijenjenih životnih prilika, nisu uspjele zasnovati rodove, a u razdoblju između dva svjetska rata značajan broj rodova je predat drugim ergelama tako da su neki rodovi u potpunosti nestali. U periodu do početka Drugog svjetskog rata najzastupljeniji su bili: rod Kadina (pramajka originalna Arapska kobila 34 Hamda Esamra En Nedjd), rod En Nasira (pramajka originalna Arapska kobila 12 En Nasira), rod Kefija (pramajka originalna Arapska kobila 10 Hadbe), rod El Hafi (pramajka originalna Arapska kobila 34 Hamda Esamra En Nedjd), rod Hamdani (pramajka 36 Hamdani Semri oždrijebljena u Babolni), rod O'Bajan (pramajka 35 O'Bajan oždrijebljena u Babolni), rod Luna (pramajka 5 Zarif I oždrijebljena u Babolni) i rod Fatinica (pramajka 8 Zarif Bagdadi oždrijebljena u Babolni). Nekoliko rodova je nestalo tokom Drugog svjetskog rata, a neke su kobile bile ustupljene drugim ergelama u Jugoslaviji. Zahvaljujuću velikim naporima uprave ergele i prof. Hrasnice, kobile svih rodova kojih nije bilo u ergeli su vraćene tako da su rasplodnu maticu kobila sačinjavale kobile navedenih 8 rodova, s napomenom da je u rasplod bio uveden i rod Darinka koji potječe iz Karađorđeva. U periodu od Drugog svjetskog rata do danas, iz nepoznatih razloga, izgubljeni su rodovi Kefija, En Nasira, Fatinica i Darinka, tako da su ostali rodovi Kadina, El Hafi, Luna, Hamdani i O'Bajan. 
Početkom ovoga stoljeća u uzgoj je uveden i rod Fehra i to iz oba ogranka. Jedan je išao iz Karađorđeva preko Hrvatske i od toga ogranka ima jedno žensko grlo.